# 中华人民共和国电信条例
《中华人民共和国电信条例》简称《电信条例》，是2000年9月20日由中华人民共和国國務院颁布的行政法規。官方称制定本条例的原因是“为了规范电信市场秩序，维护电信用户和电信业务经营者的合法权益，保障电信网络和信息的安全，促进电信业的健康发展。”

## Google与《电信条例》
2010年6月30日，官方媒体新华网发表文章指责Google“不对搜索结果进行审查的承诺”，因为与本条例冲突而违背“继续遵守中国法律”的承诺。称谷歌“企图两边讨好，实际上是既想在西方政治上得分，又想在中国经济上得利。”
中国主要门户网站都转载了这条新闻，但评论功能大部分都被隐藏或关闭。